# Мурадян, Маргарита Григорьевна
Маргарита Григорьевна (Марго) Мурадян (арм. Մարգարիտ Գրիգորի Մուրադյան, 9 сентября 1927, Ахалцихе, Армянская ССР — 28 апреля 2016, Ереван, Армения) — советская армянская актриса театра и кино, педагог. Народная артистка Армянской ССР (1978).

## Биография
Ученица Давида Маляна, Мурада Костаняна, Ольги Гулазян. В 1949 г. окончила Ереванский художественно-театральный институт. В том же году была приглашена в Ереванский театр драмы им. Сундукяна.

### Семья
- Муж — Джим Петросович Торосян (1926—2014) — архитектор, народный архитектор СССР (1988), академик АХ СССР (1983).

## Театральные работы
- Аня — «Вишнёвый сад» А.Чехов
- Дездемона — «Отелло» В. Шекспир
- Корделия — «Король Лир»

## Фильмография
Роли в кино
- 1961 — «Печёнка» (короткометражный) — дочь Нерсеса-Ахпара
- 1963 — «Огонь» (короткометражный) — мать
- 1964 — «Губная помада № 4» (короткометражный) — Рузанна
- 1974 — Односельчане — жена Лалаяна
- 1975 — «Вода наша насущная» — Арус
- 1975 — «Этот зелёный, красный мир» — эпизод
- 1978 — «Аревик» — соседка
- 1978 — «Ещё пять дней — Ануш» дублировала Антонина Кончакова
- 1989 — «И повторится все» — эпизод
- 2005 — Путь | Path, The | Arahet (США, Армения) — мать

Озвучивание
1935 — «Пэпо» — Кекел (нет в титрах)

## Награды и звания
- Заслуженная артистка Армянской ССР (1961).
- Народная артистка Армянской ССР (1978).
- Медаль «За трудовое отличие» (27.06.1956).
- Золотая медаль Министерства культуры Республики Армения (2007).